# Визе, Эрик
Эрик Кларк Элдрич (англ. Eric Clark Eldritch), более известный как Эрик Визе (англ. Erik Wiese) — американский аниматор, сценарист и художник раскадровки. Более известен по работе над мультсериалами «Губка Боб Квадратные Штаны», «Могучая Би», «Волшебные покровители» и «Самурай Джек».

## Биография и карьера
Эрик Элдрич родился 24 января 1974 года в Калифорнии, США. Окончил Высшую школу искусств округа Лос-Анджелес, а после Калифорнийский институт искусств, где учился на программе «Анимация и кино».
Эрик начал свою творческую карьеру с 20 лет, временно проработав в видеоигровой индустрии «Walt Disney Feature Animation» в качестве концепт-дизайнера для игр «The Lion King» и «Donald Duck in Maui Mallard». Позже Визе устроился работать в Nickelodeon в качестве художника раскадровки и дизайнера персонажей мультсериала «Котопёс». После «Котопса» Эрик начал принимать участие в производстве Губки Боба со Стивеном Хилленбергом, начав свою работу с разработки персонажей и анимации в пилотном выпуске «Требуется помощник» и войдя в состав оригинальной съёмочной группы мультсериала. Тем не менее, Визе временно покинул проект в начале производства третьего сезона, сосредоточившись на мультсериалах «Волшебные покровители» и «Дэнни-призрак», и вернулся во время производства первого фильма про Губку Боба. Когда работа над фильмом была закончена, Эрик продолжил работу в качестве сценариста и художника раскадровки в следующих двух сезонах мультсериала.
Эрик является соавтором «Могучей Би» совместно с Эми Полер, где он выполнял роль режиссёра и исполнительного продюсера. После его завершения в 2011 году принимал участие в проектах «Disney Television Animation» — «Сорвиголова Кик Бутовски» и «Чувак, это мой призрак!».
В настоящее время работает в качестве главного продюсера на совместном производстве «Gaumont» и «The Walt Disney Company».

### Личная жизнь
Эрик Визе женат с 2007 года на Синтии Тру, сценаристке, с которой Эрик совместно работал над мультсериалами «Волшебные покровители», «Дэнни-призрак» и «Могучая Би», а позднее и над мультсериалами «Зип-Зип» и «Виктор и Валентино».

## Фильмография

### Телевидение
| Годы            | Название                          | Примечания |
| --------------- | --------------------------------- | --- |
| 1998-1999       | Котопёс                           | Художник раскадровщик, дизайнер персонажей                                                                       |
| 1999-2007; 2014 | Губка Боб Квадратные Штаны        | Сценарист, художник раскадровщик, режиссёр по раскадровке, оформитель персонажей, ключевой аниматор, автор песен |
| 1999            | Boo Boo Runs Wild                 | Дизайнер |
| 1999            | A Day in the Life of Ranger Smith | Дизайнер |
| 1999            | Дикая семейка Торнберри           | Дополнительный художник раскадровщик                                                                             |
| 2000            | Sammy                             | Режиссёр |
| 2000            | Даша-путешественница              | Художник раскадровщик (эпизод: «Grandma's House»)                                                                |
| 2001-2008       | Волшебные покровители             | Художник раскадровщик                                                                                            |
| 2001-2004       | Самурай Джек                      | Сценарист, художник раскадровщик                                                                                 |
| 2004            | Дэнни-призрак                     | Художник раскадровщик                                                                                            |
| 2005            | The X's                           | Художник раскадровщик (эпизод: «Photo Ops»)                                                                      |
| 2008-2011       | Могучая Би                        | Соавтор, режиссёр, сценарист, художник раскадровщик, исполнительный продюсер                                     |
| 2011            | Сорвиголова Кик Бутовски          | Художник раскадровщик                                                                                            |
| 2013            | Чувак, это мой призрак!           | Главный продюсер                                                                                                 |
| 2015            | Зип-Зип                           | Сценарист |
| 2015-2017       | Семейка Крудс. Начало             | Режиссёр, главный продюсер                                                                                       |
| 2019            | Звёздные войны: Окольные пути     | Сценарист |
| 2022            | Соник Прайм                       | Сценарист/режиссёр/исполнительный продюсер                                                                       |

### Фильмы
| Годы | Название                           | Примечания                                  |
| ---- | ---------------------------------- | ------------------------------------------- |
| 2000 | Карапузы в Париже                  | Художник раскадровки, оформитель персонажей |
| 2004 | Губка Боб Квадратные Штаны         | Художник раскадровки                        |
| 2015 | Губка Боб в 3D                     | Главный раскадровщик                        |
| 2017 | Смурфики: Затерянная деревня       | Художник раскадровки                        |
| 2018 | Монстры на каникулах 3: Море зовёт | Художник раскадровки                        |

### Видеоигры
| Годы | Название                    | Примечания                             |
| ---- | --------------------------- | -------------------------------------- |
| 1994 | The Lion King               | Концепт-художник, художник раскадровки |
| 1995 | Donald Duck in Maui Mallard | Концепт-художник                       |